# Johann Jakob Korn

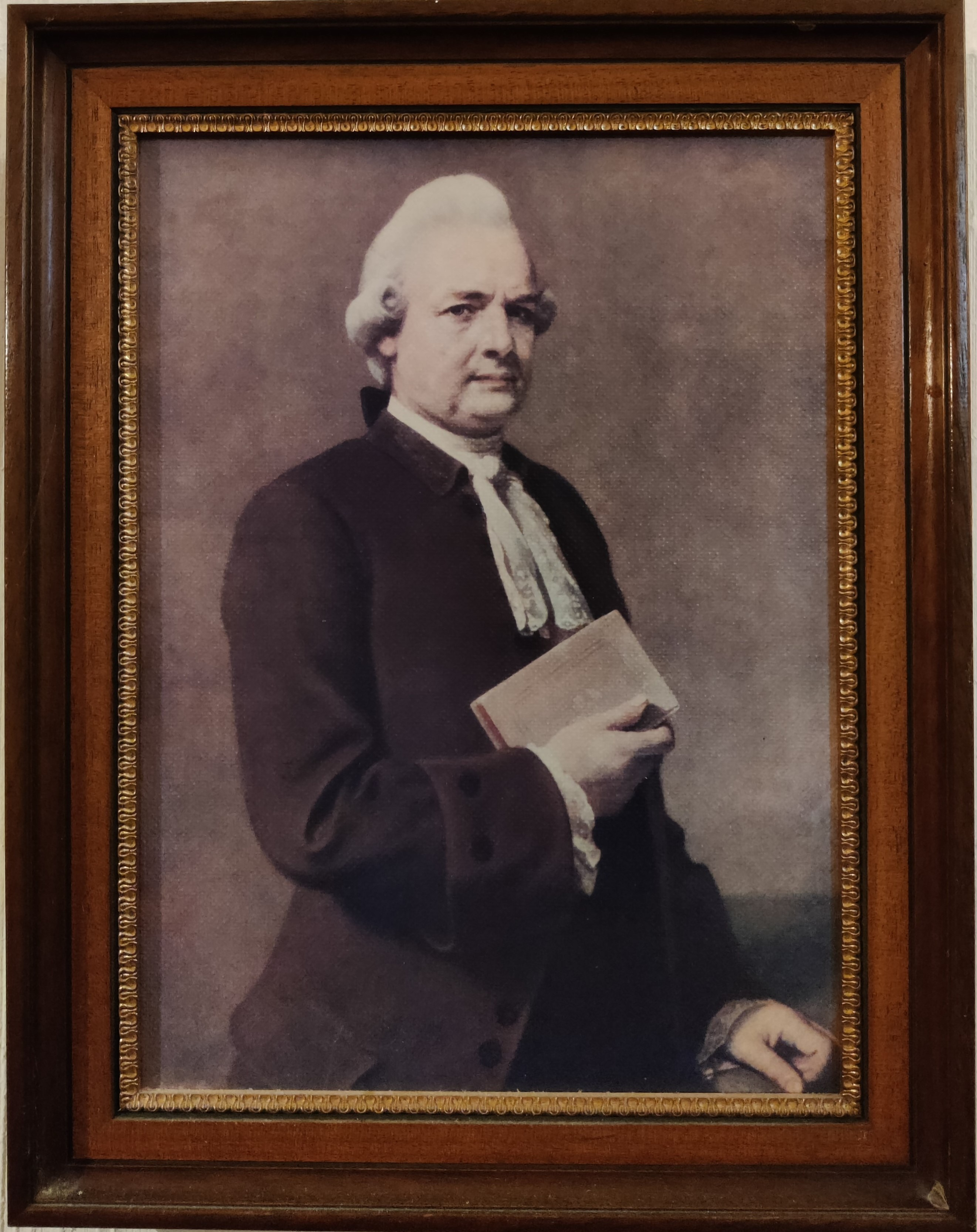
Porträt von Johann Jakob Korn

Johann Jakob Korn (* 20. Juli 1702 in Papitz; † 16. Dezember 1756) war ein Buchdrucker und Buch- und Zeitungsverleger.

## Leben
Johann Jakob Korn ließ sich in Breslau nieder, wo er ab 1727 die ersten Werke (vor allem theologische) verlegte; es erfolgte eine Ausweitung der verlegerischen Tätigkeiten in Osteuropa bis nach St. Petersburg, Polen, Ukraine. Mit der preußischen Machtübernahme in Schlesien erhielt Korn am 22. Oktober 1741 vom preußischen König das Privileg zur Herausgabe einer neuen Zeitung mit dem Titel „Privilegierte Schlesische Staats-, Kriegs- und Friedenszeitung“. Die erste Ausgabe erschien am 3. Januar 1742. Die „Privilegierte Schlesische Staats-, Kriegs- und Friedenszeitung“ ist die Vorgängerin der späteren überregionalen Tageszeitung Schlesische Zeitung, die sich zu einer namhaften Publikation Preußens bzw. des Deutschen Reiches entwickeln konnte. 1762 übernahm sein Sohn Wilhelm Gottlieb Korn das bedeutungsreiche väterliche Geschäft. Mit der Zerstörung Breslaus 1945 ging auch der Verlag unter, den Johann Jakob Korn einst begründet und den seine Nachfahren fortgeführt hatten.

## Verlagsveröffentlichungen
- 1753 Katalog und Verkaufsanzeige für den 9. Juli 1753 und die folgenden Tage: Johann Christian Kundmanns, der Weltweisheit und Arztneykunst Doctor in Breslau, wie auch der kaiserl. Akademie der Naturforscher Adjunkts Sammlung von natür= und künstlichen Sachen, auch Münzen, welche dieses 1753 Jahr den 9ten Heumonat, 84 S.[2]
- 1762: Bey Johann Jacob Korn ist zum zweyten mal gedruckt worden: Lucas Gornicki auch Łukasz Górnicki (1527–1603) Starosten von Tykocin und Wasilkow, Unterredung von der Wahl, Freyheit, Gesetzen, und Sitten der Pohlen zur Zeit der Wahl Sigismund des dritten (1566–1632), ins deutsche übersetzt von Chr. G. Friesen:[3]